# Рагаш, Жан-Робер
Жан-Робер Рагаш (фр. Jean-Robert Ragache, род. 12 января 1939 года, Шарлевиль-Мезьер, Арденны, Франция) — французский историк, политик и общественный деятель. В 1987 и 1989 годах избирался великим мастером Великого востока Франции и в 2011—2012 годах великим командором Великой коллегии шотландского устава.

## Биография
В 1963 году вступил в масонскую ложу Великой ложи Франции в Руане, а на следующий год переходит в ложу Великого востока Франции. С 1963 по 1966 год прошёл путь от подмастерья до мастера. В 1980 году стал досточтимым мастером ложи и вступил в ложу совершенствования. Последовательно получил все высшие степени ДПШУ.
Работал профессором истории в Университетском институте подготовки преподавателей (фр. Institut universitaire de formation des maîtres) в Руане. Специализируется на современной истории.
5 сентября 1987 года впервые был избран на должность великого мастера Великого востока Франции В 1989—1992 году вновь был избран на должность великого мастера Великого востока Франции.
В 1990—1993 годах стал президентом CLIPSAS — Центра по связям и информации масонских послушаний подписавших страсбургское соглашение.
В июле 1992 года посетил Москву и дал интервью программе «Итоги» (ТРК «Останкино»). Помимо Москвы, посетил Ташкент (Узбекистан). Занимался вопросами открытия лож ВВФ в России.
С 1995 по 2001 год — заместитель мэра Руана по вопросам культуры.
В 2007—2008 годах — первый лейтенант великого командора, а в 2011—2012 годах — великий командор Великой коллегии шотландского устава. Вступил в должность великого командора 28 мая 2011 года.
В 2007 году, в Руане, создал и возглавил Ассоциацию «La Maison Sublime de Rouen», созданную для поддержки и развития древнейшего еврейского памятника во Франции — раввинатской школы в Руане, действовавшей в XI веке найденной в 1976 году. Занимает пост председателя Административного совета Ассоциации.
В 2015 году был руководителем празднования Дня Жанны д’Арк в Руане.
Является сторонником светского общества и отделения Церкви от государства.

## Семья
Женат, имеет двоих детей.

## Награды
- Кавалер ордена Почётного легиона (31 декабря 2001 года) — за 32 года гражданской службы, общественной деятельности и работы на выборных должностях[14].

## Труды
- Jean-Robert Ragache, Jean Mabire. Histoire de la Normandie. — Paris: Hachette, 1976. — 418 p. — ISBN 2-01-002885-6.
- Jean-Robert Ragache, Jean Mabire. Histoire de la Normandie. — Paris: Hachette, 1978. — 418 p. — ISBN 2-01-002885-6.
- Jean-Robert Ragache, René Lepelley, Jacques Henry, et al. Normandie (écologie, économie, art, littérature, langue, histoire, traditions populaires). — Le Puy: C. Bonneton, 1978. — (Encyclopédies régionales). — ISBN 2-86253-002-6.
- Jean-Robert Ragache, Jacques Hubert. Normandie. — St-Germain-en-Laye: Éditions M.D.I, 1978.
- Jean-Robert Ragache, Jean Mabire. Histoire de la Normandie. — Paris: France-Empire, 1986. — 403 p. — ISBN 2-7048-0467-2.
- Jean-Robert Ragache, René Lepelley, Guy Nondier. Normandie. — Paris: Ch. Bonneton éd, 1986. — 398 p. — ISBN 2-86253-002-6.
- Jean-Robert Ragache, Gilles Ragache. La Vie quotidienne des écrivains et des artistes sous l’Occupation, 1940—1944. — Paris: Hachette, 1988. — 347 p. — ISBN 2-01-011568-6.
- Jean-Robert Ragache, Gilles Ragache. La Vie quotidienne des écrivains et des artistes sous l’Occupation, 1940—1944. — Paris: Hachette, 1992. — 347 p. — ISBN 2-01-0101001-2.
- Jean-Robert Ragache. Vous avez dit franc-maçon?. — Saint-Estève: Ed. Les Presses littéraires, 2008. — 205 p. — ISBN 978-2-35073-225-1.

- Jean-Robert Ragache,  Charles Conte. Comment peut-on être franc-maçon?. — Arléa, Corlet, 1995. — 190 p. — (Panoramiques). — ISBN 2-85480-875-4.
- Jean-Robert Ragache, Charles Porset, Claudine Marenco et al. Franc-maçonnerie et faïences. — Nevers: C. Ghivasky, 2000. — 213 p. — ISBN 2-951-48-60.